# ロックンローラ
『ロックンローラ』（RocknRolla）は、2008年のイギリスの犯罪アクションコメディ映画。脚本・監督はガイ・リッチー、出演はジェラルド・バトラーとトム・ウィルキンソンなど。
ロンドンを舞台にした犯罪群像劇で、イギリスでは公開された週の興行収入1位を記録した。

## ストーリー
ロンドンのチンピラグループ「ワイルドバンチ」のリーダー、ワンツーは裏社会の顔レニーに騙され200万ユーロの借金を抱えてしまう。そんな中レニーはロシアの富豪ユーリと700万ユーロの取引を始める。

## キャスト
※括弧内は日本語吹替
- ワンツー: ジェラルド・バトラー（藤原啓治） - ワイルドバンチのリーダー。
- レニー・コール: トム・ウィルキンソン（たかお鷹） - 裏社会のボス。
- ステラ: タンディ・ニュートン（甲斐田裕子） - ユーリの会計士。
- アーチー: マーク・ストロング（加藤亮夫） - レニーの右腕。
- マンブルズ: イドリス・エルバ（楠大典） - ワイルドバンチのメンバーでワンツーの相棒。
- ハンサム・ボブ: トム・ハーディ（中谷一博） - ワイルドバンチの運転手。ワンツーに片想いしているゲイ。
- ジョニー・クイド: トビー・ケベル（小森創介） - ジャンキーのミュージシャン。レニーの亡妻の連れ子。
- ローマン: ジェレミー・ピヴェン（堀越省之助） - ジョニーの元マネージャ。
- ミッキー: クリス・ブリッジス（永野善一） - ジョニーの元マネージャ。ローマンの相棒。
- ジューン: ジェマ・アータートン - ローマンとミッキーの同僚。
- ユーリ・オモヴィッチ: カレル・ローデン（谷口節） - ロシアの富豪（オリガルヒ）。
- ビクター: ドラガン・ミカノヴィッチ（英語版） - ユーリの右腕。
- タンク: ノンソー・アノジー - 情報屋。
- バーティ: デヴィッド・バーク＝ジョーンズ（英語版） - ステラと偽装結婚しているゲイの刑事専門弁護士。ボブに執心.
- ロッカー: ジェイミー・キャンベル・バウアー（杉山紀彰） - ローマンたちがマネジメントしているミュージシャン。

## サウンドトラック

### トラックリスト
1. "Dialogue Clip: People Ask the Question" by Mark Strong
2. "I'm a Man（英語版）" by ブラック・ストローブ（英語版）
3. "Have Love, Will Travel" by The Sonics
4. "Dialogue Clip: No School Like the Old School" by Various Artists
5. "Bankrobber（英語版）" by ザ・クラッシュ
6. "The Trip（英語版）" by キム・フォーリー
7. "Dialogue Clip: Slap Him!" by Various Artists
8. "Ruskies" by Steve Isles
9. "Outlaw（英語版）" by War
10. "Waiting for a Train（英語版）" by フラッシュ・アンド・ザ・パン（英語版）
11. "Dialogue Clip: Junkies" by Various Artists
12. "Rock & Roll Queen（英語版）" by ザ・サブウェイズ
13. "The Gun" by ルー・リード
14. "The Stomp" by ザ・ハイヴス
15. "We Had Love" by ザ・サイエンティスツ（英語版）
16. "Dialogue Clip: Sausage & Beans" by Various Artists
17. "Mirror in the Bathroom（英語版）" by ザ・ビート（英語版）
18. "Funnel of Love（英語版）" by ワンダ・ジャクソン（英語版）
19. "Such a Fool" by 22-20s
20. "Dopilsya" by EX SEKTOR GAZA（英語版）
21. "Negra Leono" by ミゲリート・バルデス（英語版）

## 作品の評価
Rotten Tomatoesによれば、批評家の一致した見解は「ガイ・リッチーがロンドンを拠点とするコックニーのワイドボーイ・ギャング映画のルーツに戻ったことに対する評価は様々だが、2つの大失敗作に続く正しい方向への一歩であるという点では一致している。」であり、147件の評論のうち高評価は60%にあたる88件で、平均点は10点満点中6点となっている。
Metacriticによれば、28件の評論のうち、高評価は15件、賛否混在は9件、低評価は4件で、平均点は100点満点中53点となっている。